# Amelie Quiding
Maria Lovisa Charlotta Amalia (Amelie) Quiding, född 2 maj 1857 i Malmö, död 28 juli 1901 i Mjönäs, Vånga socken, Kristianstads län, var en svensk tecknare och illustratör.
Hon var dotter till rådmannen Nils Herman Quiding (känd som Nils Nilsson, arbetskarl) och Anna Catharina Åkerblom. Quiding studerade teckning för en professor i Köpenhamn och privat i Stockholm och blev en rätt framstående amatörkonstnär. Hon medverkade i utställningar med Konstföreningen för södra Sverige. Som illustratör illustrerade hon några böcker och jultidningar. Quiding är representerad med målningarna Kvinna och Kvinna med barn vid Malmö museum. Hon är begravd på Gamla kyrkogården i Malmö.